# Fregatte Pallas

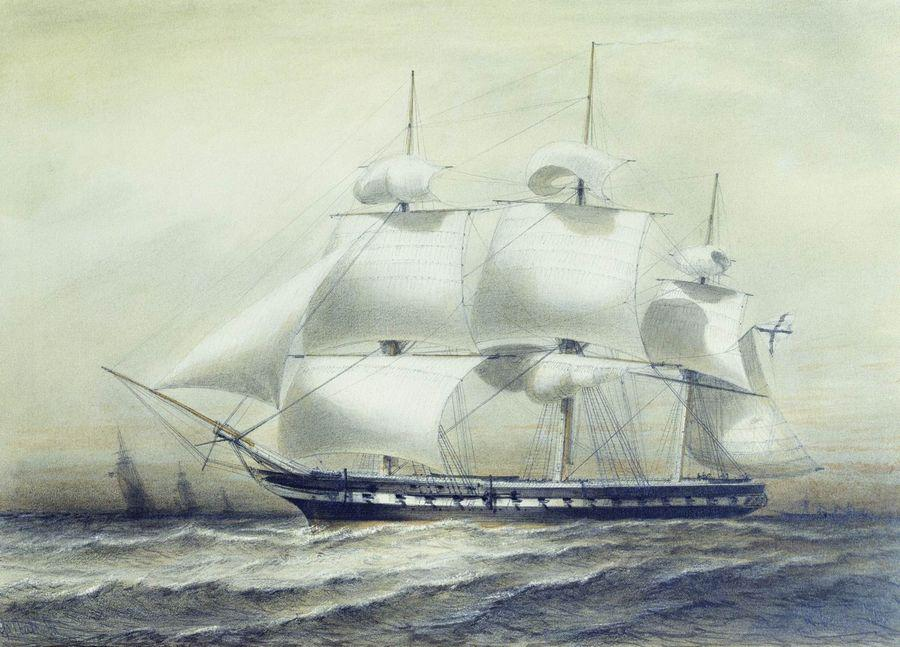
Die Fregatte Pallas

Die Fregatte Pallas (russisch Фрегат «Паллада») ist ein Reisebericht des russischen Schriftstellers Iwan Alexandrowitsch Gontscharow (1812–1891), der erstmals 1858 als zweibändiges Buch mit dem Originaltitel Фрегат Паллада. Очерки путешествия в двух томах (dt.: Fregatte Pallas. Reiseaufzeichnungen in zwei Bänden) erschien.

## Entstehung

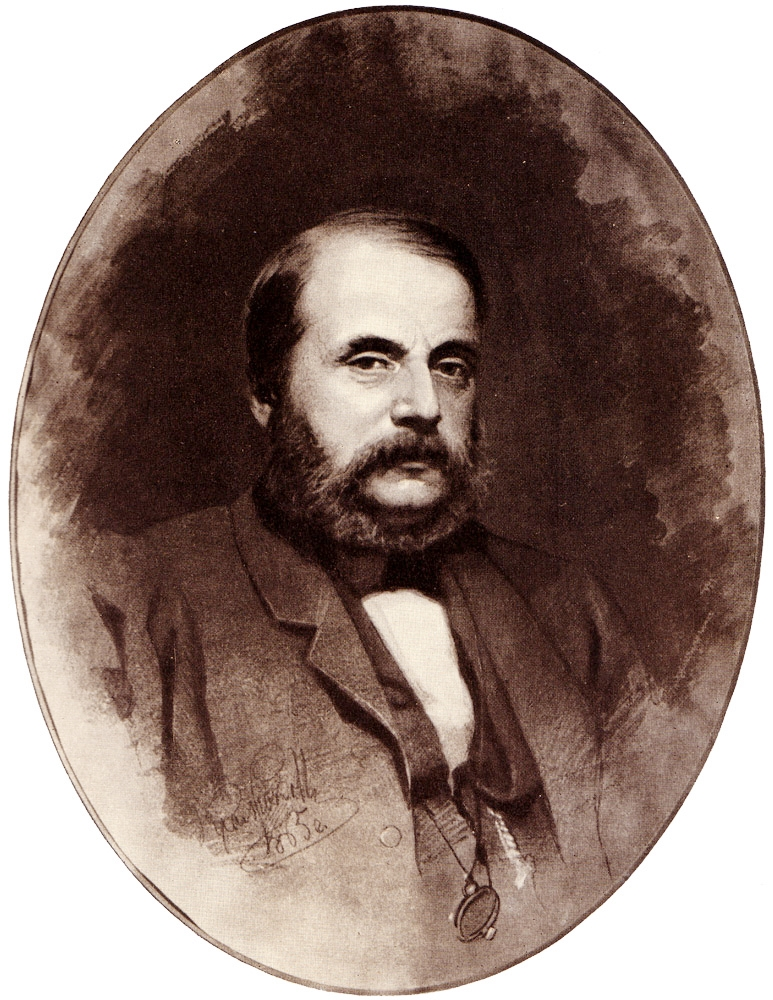
Iwan Alexandrowitsch Gontscharow

Gontscharow reiste vom 7. Oktober 1852 bis August 1854 als Sekretär des Vizeadmirals Evfimij Putjatin auf der russischen Fregatte Pallas von Kronstadt über England, die Westküste Afrikas, das Kap der Guten Hoffnung, den Indischen Ozean mit Stationen auf Java, in Singapur und Hongkong bis an die Küste Japans, um nach einem Ausweichmanöver nach China und auf die Philippinen schließlich im russischen Hafen Ajan im Ochotskischen Meer wieder an Land zu gehen. Von dort aus reiste er über Sibirien zurück nach Petersburg.
Putjatin war vom russischen Zaren Nikolaus I. beauftragt worden, in geheimer Mission nach Japan aufzubrechen, um Handelsbeziehungen mit dem ostasiatischen Land aufzunehmen. Gontscharow bekleidete zu jener Zeit (1852) den Rang eines Kollegienassessors in der Außenhandelsabteilung des russischen Finanzministeriums.
Zunächst berichtete Gontscharow seinen Freunden in Petersburg in Briefen von der Reise. Nach seiner Rückkehr wurden zwischen 1855 und 1857 einige dieser Briefe in nicht chronologischer Reihenfolge in verschiedenen Petersburger Literaturzeitschriften publiziert. 1858 erschienen sie in Buchform. Besonders die dritte Ausgabe von 1879 unterlag einer so starken Überarbeitung seitens des Autors, dass die Literaturwissenschaft von einem sorgfältig durchkomponierten und stilisierten Reisebericht ausgehen muss.

## Bedeutung
Heute scheint dieser Reisetext in Westeuropa beinahe vergessen, nachdem er noch von Arthur Luther zu den „schönsten Reisebeschreibungen der Weltliteratur“ gezählt wurde. Hans Rothe hält den Fregat Pallada in gewissem Sinne für das wichtigste Buch des Autors, da Gontscharow in ihm seine Ästhetik entwickelt habe.